# Tokyo blue weeps
tokyo blue weepsは、日本のポストロックバンド。

## 概要・来歴
福岡県出身のポストロックバンド

2008年、1st EP「東京」

2011年、1st album「incarnations」

2012年、2nd album「what happened in yesterday」

## メンバー
小木戸利光 ／ Toshimitsu Kokido (Vocal)
1981年2月19日生まれ
小木戸寛 ／ Hiroshi Kokido (Piano)
1984年6月18日生まれ

## ディスコグラフィ
- 「東京」（2008年） - 1st EP
- 「incarnations」（2011年4月） - 1st album
- 「what happened in yesterday」（2012年4月） - 2nd album